# Nepeta nuda
Espèce
Classification phylogénétique
Synonymes
- Cataria nuda (L.) Moench[1]
- Glechoma nuda (L.) Kuntze[1]
- Nepeta pannonica subsp. albiflora Soó[1]

Nepeta nuda, qui a pour nom commun Népéta nue ou Népéta glabre, est une espèce de plantes à fleurs de la famille des Lamiaceae et du genre Nepeta. C'est une plante herbacée originaire d'Eurasie.

## Description
La Népéta nue pousse comme une plante herbacée vivace relativement grande qui atteint des hauteurs de 50 à 120 centimètres. La tige à quatre tranchants, creuse, principalement bleu-violet, généralement complètement nue ou légèrement duveteuse, est ramifiée. Les entre-nœuds mesurent de 4 à 12 cm de long. Les racines sont secondaires au rhizome.
Les feuilles opposées disposées sur la tige sont sessiles, seules les inférieures ont une gaine très courte d'une longueur de 1 à 5 mm. Le limbe de la feuille mesure 2 à 8 cm de long et 1,5 à 3,5 cm de large, oblong-ovale à elliptique avec une base cordiforme. La marge de la feuille est dentelée tout autour ou finement dentée. Le dessus et le dessous des feuilles sont complètement nus.
La période de floraison s'étend de juin à août. Il y a une tige d'inflorescence distincte présente. L'inflorescence à pointes lâches se compose de faux verticilles disposés lâchement les uns sur les autres, chacun avec de nombreuses fleurs.
La fleur hermaphrodite est zygomorphe et quintuple avec un double périanthe. Les cinq sépales de 4 à 6 mm de long, poilus, sont fusionnés en forme de cylindre ou de cloche. Le calice se termine par cinq dents, d'une longueur de 1 à 2 mm, plutôt courtes, pennées, qui sont tous à peu près de la même longueur et n'ont que des poils courts sur les nerfs. Les cinq pétales de 6 à 10 mm de long sont fusionnés en un tube de corolle incurvé, qui se dilate fortement à son extrémité supérieure. La corolle violet clair ou presque blanche est à deux lèvres. La lèvre supérieure de la couronne a des bords latéraux retroussés ; la lèvre inférieure a un lobe moyen large, concave, échancré et principalement tacheté de violet. Les étamines et les styles dépassent légèrement sous la lèvre supérieure.
La pollinisation se produit par des insectes tels que les diptères et les hyménoptères, rarement des lépidoptères (pollinisation entomogame).
Le fruit est un akène (composé de quatre noyaux) enfermé dans le calice persistant. La forme est trigone ovoïde (long de 1,6 mm et large de 1,1 mm). Les graines n'ont pas d'endosperme.
Les graines tombant au sol, après avoir été emportées sur quelques mètres par le vent, sont ensuite dispersées principalement par des insectes comme les fourmis.

## Répartition
La principale zone de répartition de la Népéta nue est l'Europe du Sud-Est et de l'Est et l'Asie occidentale jusqu'à l'Asie centrale jusqu'à la Mongolie et le Xinjiang. Là, elle prospère dans les steppes forestières. Cependant, sa zone s'étend vers l'ouest à travers les vallées du Danube, de l'Elbe et de l'Oder jusqu'à la Pologne, l'Autriche et la République tchèque jusqu'au sud et au centre de l'Allemagne, jusqu'à la vallée du Rhône, également jusqu'au centre de l'Italie et aux Alpes du Sud, ainsi qu'au sud de la France et aux Pyrénées. La népéta est également inconstante et se propage dans de nombreux autres domaines.
En Europe centrale, elle habite les prairies sèches, les forêts claires de feuillus et de pins, en particulier dans les zones collinaires à montagnardes.

## Parasitologie
La fruit a pour parasite Liposthenes kerneri (sv). La feuille a pour parasites Ascochyta leonuri, Heterogaster cathariae, Leveillula taurica (en), Eupteryx melissae (en), Dibolia carpathica (nl), Asterobemisia paveli (nl), Leveillula duriaei, Neoërysiphe galeopsidis, Phytomyza nepetae (sv), Orchestes stobieckii, Aphis nepetae (sv). La racine a pour parasites Longitarsus obliteratus, Longitarsus alfieri, Chamaesphecia anatolica (en).